# Grand Prix de Denain 1994
La 36e édition du Grand Prix de Denain a eu lieu le 7 avril 1994. Elle a été remportée par le Néerlandais Jans Koerts.

## Classement final
Jans Koerts remporte la course en parcourant les 191,5 kilomètres en 4 h 38 min 25 s à la vitesse moyenne de 41,269 km/h,.
| Classement final, | Classement final,   | Classement final, | Classement final,           | Classement final,  |
|                   | Coureur             | Pays              | Équipe                      | Temps              |
| ----------------- | ------------------- | ----------------- | --------------------------- | ------------------ |
| 1er               | Jans Koerts         | Pays-Bas          | Festina-Lotus               | en 4 h 38 min 25 s |
| 2e                | Lars Michaelsen     | Danemark          | Catanava                    | m.t                |
| 3e                | Brian Holm Sørensen | Danemark          | Telekom-Merckx              | m.t                |
| 4e                | Andreas Kappes      | Allemagne         | Trident-Schick-Gilals-Wimi  | m.t                |
| 5e                | Nicolas Aubier      | France            | Gan-Lemond                  | m.t                |
| 6e                | Michel Vermote      | Belgique          | Festina-Lotus               | m.t                |
| 7e                | Hans De Meester     | Belgique          | Palmans-Renault             | m.t                |
| 8e                | Theo Akkermans      | Pays-Bas          | Trident-Schick-Gilals-Wimi  | m.t                |
| 9e                | Thierry Laurent     | France            | Histor-Novemail-Laser-Look  | m.t                |
| 10e               | Kurt Van Lancker    | Belgique          | Collstrop-Naessens-Concorde | m.t                |
| modifier          |                     |                   |                             |                    |